# Joseph Dongois
Joseph Dongois est un homme politique français né le 12 novembre 1751 à Embrun (Hautes-Alpes) et mort le 27 octobre 1823, dans la même ville.

## Carrière politique
Joseph Dongois a été député des Hautes-Alpes du 29 août 1791 au 20 septembre 1792.